# گرلینگن، فرانسه
گرلینگن، فرانسه (به فرانسوی: Gœrlingen) یک کمون در فرانسه با جمعیت ۲۴۵ نفر است که در Canton of Drulingen واقع شده‌است.